# جواو باولو كوينكا
جواو باولو كوينكا (بالبرتغالية: João Paulo Cuenca‏) هو مؤلف وكاتب وصحفي برازيلي، ولد في 1978 في ريو دي جانيرو في البرازيل.